# Aquilegia kurramensis
Aquilegia kurramensis là một loài thực vật có hoa trong họ Mao lương. Loài này được Qureshi & Chaudhri mô tả khoa học đầu tiên năm 1978 publ. 1979.